# S5L8920
Der Samsung S5L8920 ist ein  von Samsung für Apple hergestelltes System-on-a-Chip (SoC). Er kombiniert eine Arm-CPU mit einem PowerVR-Grafikprozessor und übernimmt zudem die Funktionen eines herkömmlichen PC-Chipsatzes.
Der S5L8920 wurde zusammen mit dem iPhone 3GS am 8. Juni 2009 eingeführt. Phil Schiller sprach auf der WWDC jedoch lediglich von Veränderungen am Innenleben des iPhones die dieses bis zu doppelt so schnell machen sollten, ohne jedoch konkret den Prozessor anzusprechen. Das iPhone 3GS ist das einzige Apple-Gerät, welches dieses SoC verwendet.
Andere Bezeichnungen für den S5L8920 sind Samsung S5PC100 und APL0298. Er gehört zu den S5L SoCs.
Vorgänger war der S5L8720, Nachfolger der S5L8922.

## Beschreibung

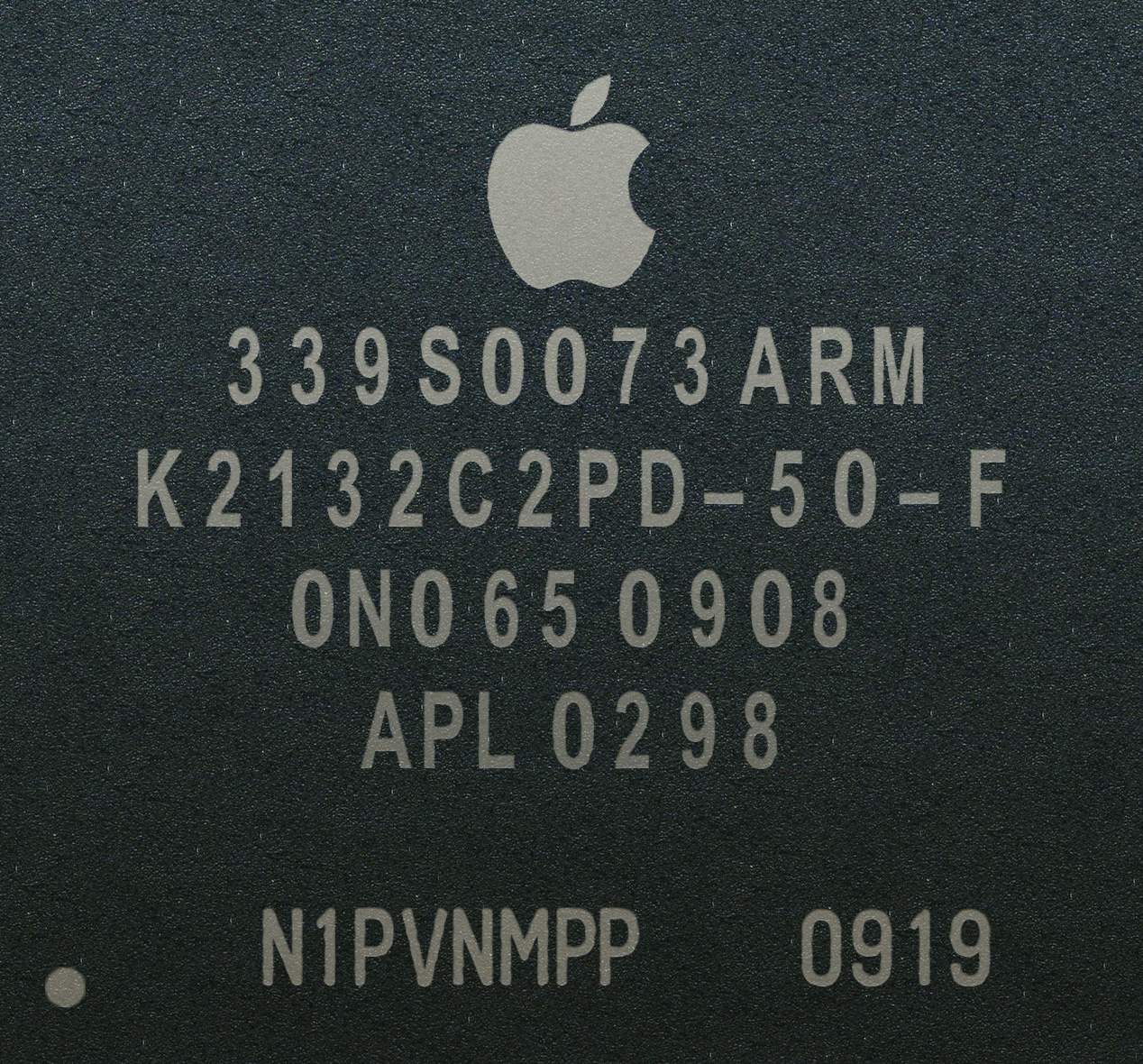
Samsung S5L8920

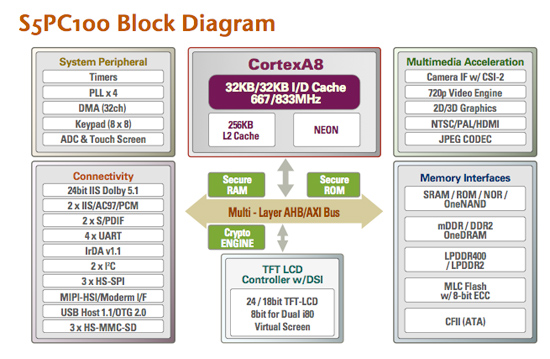
Aufbau des S5L8920

Der S5L8920 enthält einen 32-Bit-Armv7-kompatiblen, zu ARMv6 abwärtskompatiblen Arm Cortex A8-Hauptprozessor und wird im 65nm-CMOS Verfahren hergestellt. Der Standard-Coretakt des Cortex A8 beträgt normalerweise 833 MHz, wurde von Apple jedoch auf etwa 600 MHz herabgesetzt. Die Größe des Speichers beträgt 254 MB. Ebenso wie die Vorgänger-SoCs verfügt auch der S5L8920 über eine integrierte GPU, eine PowerVR SGX535. Der S5L8920 unterstützt somit OpenGL 2.0, OpenGL ES 2.0, OpenGL ES 1.1 mit dem Extension Pack und OpenVG 1.0.1 & 1.1. Zum Booten des Prozessors wird ein NOR-Flash verwendet.
Im Wettbewerb stehende Architekturen ähnlicher Produkte sind Qualcomms Snapdragon, Texas Instruments’ OMAP 4, Nvidias Tegra 2 und Samsung Exynos.

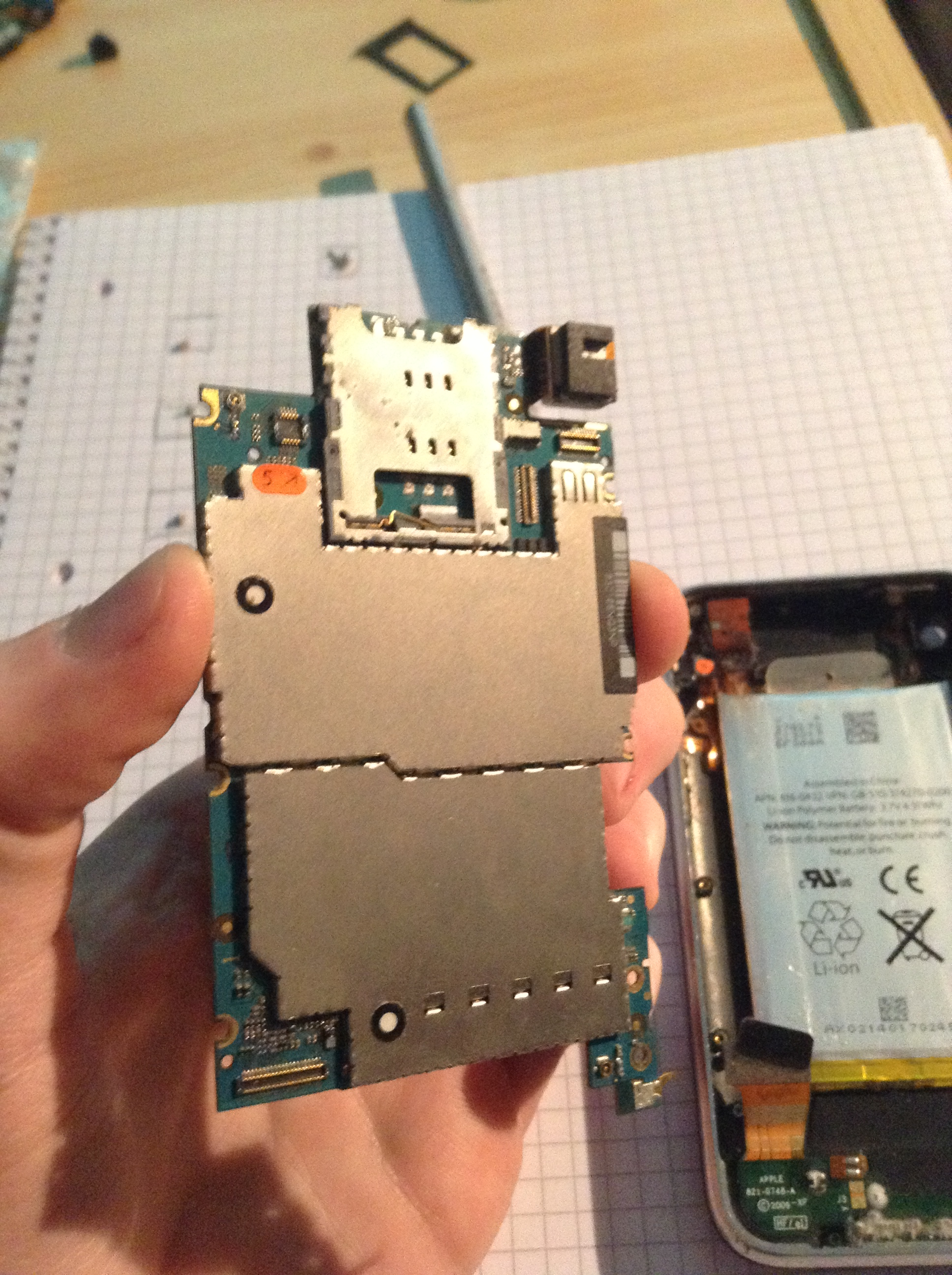
Logicboard des iPhone 3GS, welches den S5L8920 verwendet. Der S5L8920 sitzt nicht sichtbar unter dem oberen EMI-Shield, links neben dem Barcode.

## Designfehler
Ein Designfehler der älteren S5L89xx iPhone-Hauptprozessoren wurde im S5L8920 übernommen: Es lässt sich durch den sogenannten limera1n Exploit, ein sogenannter BootROM Fehler,  beliebiger Code ausführen, was vor allem von Jailbreaks genutzt wurde. Dieser nicht durch Software-Updates patchbare Fehler erlaubt es unter anderem auch die Code-Sperre des iPhones durch das Ausführen eines Bruteforce-Programms innerhalb weniger Minuten ohne großen Aufwand auszulesen. Dieser Fehler wurde mit dem Apple-A5-Chip behoben.